# Tridactyle unguiculata
Tridactyle unguiculata är en orkidéart som beskrevs av Rudolf Mansfeld. Tridactyle unguiculata ingår i släktet Tridactyle och familjen orkidéer. Inga underarter finns listade i Catalogue of Life.